# Achillée tomenteuse
Achillea tomentosa
Espèce
L'Achillée tomenteuse (Achillea tomentosa) est une espèce de plantes vivaces de la famille des Asteracées.